# Smerinthulus fasciata
Smerinthulus fasciata är en fjärilsart som beskrevs av Clayton Dissinger Mell 1922. Smerinthulus fasciata ingår i släktet Smerinthulus och familjen svärmare. Inga underarter finns listade i Catalogue of Life.